# NGC 3114
NGC 3114 è un brillante ammasso aperto; si trova nella Via Lattea australe, nella costellazione della Carena, ed è visibile anche ad occhio nudo.

## Osservazione

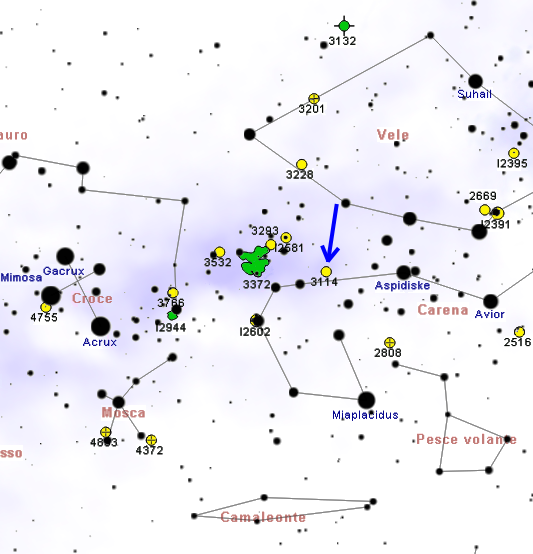
Mappa per individuare NGC 3114.

L'ammasso è individuabile due gradi a nord-ovest della stella q Carinae, di terza magnitudine, e appare visibile ad occhio nudo solo nelle notti più limpide, presentandosi come una vaghissima macchietta chiara di forma irregolare. Piccoli strumenti già lo risolvono in stelle: con un binocolo 10x50 sono visibili una trentina di stelle, le quali raddoppiano con un 20x80. Nella parte sud-orientale sono presenti le stelle più luminose, di sesta e settima magnitudine, mentre la gran parte degli astri si concentra a nord-ovest. Fortissimo il contrasto con una stellina rosso intenso di settima magnitudine, posta a sud-ovest. Un telescopio da 150mm è in grado di mostrare alcune centinaia di stelle e la vista diventa molto appagante.
NGC 3114 si trova ad una declinazione fortemente australe, pertanto non è osservabile da molte delle regioni abitate dell'emisfero boreale, come l'Europa e quasi tutto il Nordamerica; da diverse regioni abitate dell'emisfero australe, al contrario, si presenza circumpolare. Il periodo migliore per la sua osservazione nel cielo serale è quello compreso fra gennaio e giugno.

## Storia delle osservazioni
NGC 3114 venne individuato per la prima volta da James Dunlop nel 1826 attraverso un telescopio riflettore da 9 pollici, quando fu sovrintendente dell'osservatorio del Nuovo Galles del Sud in Australia; John Herschel lo riosservò in seguito e lo inserì nel suo General Catalogue of Nebulae and Clusters col numero 2007.

## Caratteristiche
NGC 3114 è un ammasso piuttosto ricco ed esteso, con circa 200 stelle più luminose della magnitudine 12; la sua distanza è stimata attorno ai 911 parsec (circa 2970 anni luce) ed è quindi situato sul bordo interno del Braccio di Orione, ben oltre i confini della Nebulosa di Gum.
L'ammasso giace in un punto scarsamente oscurato dalla polvere interstellare ed è quindi facile da studiare; la sua età è stimata attorno ai 124 milioni di anni, anche se in passato vi sono state stime molto differenti, e sono presenti alcune giganti rosse, derivate da stelle calde e massicce che hanno lasciato la fase di sequenza principale. Fra le numerose componenti si contano alcune stelle con caratteristiche spettrali peculiari, come le Ap, caratterizzate da lente rotazioni e sovrabbondanza di alcuni metalli, una stella Be e alcune blue stragglers, risultate probabilmente dalla fusione fra due stelle molto vicine fra loro.

### Opere generali
- A. De Blasi, Le stelle: nascita, evoluzione e morte, Bologna, CLUEB, 2002, ISBN 88-491-1832-5.

### Carte celesti
- Tirion, Rappaport, Lovi, Uranometria 2000.0 - Volume II - The Southern Hemisphere to +6°, Richmond, Virginia, USA, Willmann-Bell, inc., 1987, ISBN 0-943396-15-8.
- Tirion, Sinnott, Sky Atlas 2000.0, 2ª ed., Cambridge, USA, Cambridge University Press, 1998, ISBN 0-933346-90-5.
- Tirion, The Cambridge Star Atlas 2000.0, 3ª ed., Cambridge, USA, Cambridge University Press, 2001, ISBN 0-521-80084-6.